# Turniej kobiet w kabaddi plażowym na Plażowych Igrzyskach Azjatyckich 2012
Turniej w kabaddi plażowym kobiet podczas III Plażowych Igrzysk Azjatyckich w Haiyan odbył się w dniach od 19 do 22 czerwca 2012 roku. Do rywalizacji przystąpiły 4 drużyn. Ich zmagania toczyły się systemem kołowym (tj. każdy z każdym, po jednym meczu). Dwa najlepsze zespoły uzyskały awans do meczu finałowego, pozostałe dwie otrzymały brązowe medale. Złoto zdobyła reprezentacja Indii.

## Faza grupowa
Tabela
| Poz. | Reprezentacja    | Pkt | Mecze | Mecze | Mecze | Małe punkty | Małe punkty | Małe punkty |
| Poz. | Reprezentacja    | Pkt | M     | Z     | P     | zdob.       | str.        | ratio       |
| ---- | ---------------- | --- | ----- | ----- | ----- | ----------- | ----------- | ----------- |
| 1    | Indie (IND)      | 6   | 3     | 3     | 0     | 155         | 99          | +56         |
| 2    | Tajlandia (THA)  | 4   | 3     | 2     | 1     | 156         | 120         | +36         |
| 3    | Bangladesz (BAN) | 2   | 3     | 1     | 2     | 121         | 150         | -29         |
| 4    | Sri Lanka (SRI)  | 0   | 3     | 0     | 3     | 115         | 178         | -63         |

Legenda: Poz. – pozycja, Pkt – liczba punktów, M – liczba meczów, Z – mecze wygrane, P – mecze przegrane, zdob. – małe punkty zdobyte, str. – małe punkty stracone
Mecze
19 czerwca 2012
| Bangladesz | 56:49 | Sri Lanka |
| Tajlandia  | 40:48 | Indie     |

20 czerwca 2012
| Bangladesz | 28:50 | Indie     |
| Sri Lanka  | 35:65 | Tajlandia |

21 czerwca 2012
| Bangladesz | 37:51 | Tajlandia |
| Indie      | 57:31 | Sri Lanka |

## Finał
22 czerwca 2012
| Indie | 54:25 | Tajlandia |

## Tabela końcowa
| Poz. | Reprezentacja          |
| ---- | ---------------------- |
|      | Indie                  |
|      | Tajlandia              |
|      | Bangladesz · Sri Lanka |